# ماواریدا
ماواریدا شهری در شهرستان بورزانگا در استان بام در بورکینافاسوی شمالی است و جمعیت آن ۲۲۵ نفر است.